# P.D. James
Phyllis Dorothy James (født 3. august 1920, død 27. november 2014) var en engelsk forfatter kendt under navnet P.D. James. Hun var især kendt for en række kriminalromaner med politimanden Adam Dalgliesh som hovedperson. Romanerne er blevet lavet til en række tv-serier med Roy Marsden i hovedrollen som Dalgliesh.

### Kriminalromaner med Adam Dalgliesh som hovedperson
- Unaturlige årsager (1978, Unnatural Causes)
- Mord på laboratoriet (1979, Death of an Expert Witness)
- Med kniven i hjertet (1985, A Mind to Murder)
- Det sorte tårn (1986, The Black Tower)
- Indviet til mord (1987, A Taste for Death)
- Døde nattergale (1988, Shroud for a Nightingale)
- Dæk ansigtet til (1989, Cover Her Face)
- List og længsler (1990, Devices and Desires)
- Arvesynd (1994, Original Sin)
- En form for retfærdighed (1998, A Certain Justice)
- Gejstlig død (2002, Death in Holy Orders)
- Mordsalen (2004, The Murder Room)
- Fyret (2006, The Lighthouse)
- Ar for livet (2008, The Private Patient)

### Andre bøger
- Det du'r piger ikke til (1978, An Unsuitable Job for a Woman)
- Fortidens skygge (1980, Innocent Blood)
- Min søsters vogter (1984, The Skull beneath the Skin)
- Menneskebørn (1992, The Children of Men)
- Tiden er inde: Brudstykker af en selvbiografi (2000, Time to Be in Earnest)
- Døden kommer til Pemberley (2011, Death Comes to Pemberley)